# Бубуечь
Бубуечь (рум. Bubuieci) — село в Молдавии, в составе сектора Чеканы муниципия Кишинёв. Вместе с сёлами Бык и Хумулешть входит в коммуну Бубуечь.
Датой основания села считают 22 апреля 1518 года, когда господарь Молдовы Богдан Воевод передаёт во владение Тоадеру Бубойог пустынное место возле реки Бык.
В селе расположены два детских сада, профессиональное училище и две библиотеки.